# Theatergemeinschaft Amerang
Die heutige Theatergemeinschaft Amerang entstand im Jahr 1981. Damals wurde in Amerang die neue Mehrzweckhalle eingeweiht. Zu diesem Anlass spielte eine Handvoll begeisterter Jugendlicher bei den Einweihungsfeierlichkeiten verschiedene Theaterstücke. Eines davon wurde damals auch selbst geschrieben. Dies gab den Amerangern den Mut, noch im selben Jahr einen eigenen Verein, die Theatergemeinschaft Amerang zu gründen. Bühne und Kulissen wurden gebaut und im Frühjahr 1982 wurde dann mit „S´ dreifache Glück“ die erste große Aufführung inszeniert. 1983 wurde die Theatergemeinschaft Amerang e. V. in das Vereinsregister eingetragen.
2007 beging die Theatergemeinschaft Amerang e. V. ihr 25-jähriges Bestehen, in dessen Rahmen sie am 20. und 21. April auch den 33. Bezirkstag des Verbandes Bayerischer Amateurtheater auf Schloss Amerang ausrichteten.
Bereits am 10. März 2003 konnte die Theatergemeinschaft nach nur 21 Jahren den 50 000. Besucher ehren, was einem Zuschauschnitt von über 2000 Besuchern pro Saison entspricht. Allein das Freilichtstück „Hottawa“, gespielt im Bauernhausmuseum Amerang zog 5000 Besucher an.

## Repertoire
Die Theatergemeinschaft zeichnete sich regional durch zwei Stücke von Sepp Faltermaier aus. So spielte man 1988 und 2002 das Historische Freilichtspiel „Hottowa“, 2007 das frühe Lustspiel „Der Weiberfeind“.
Anspruchsvolle Volksstücke wie „Räuber Kneißl – zuagricht, hergricht, higricht“ (2005) und „Magdalena“ (2004), „Der Wittiber“ (1995), „Da Dirndljaga“ (1992) und „Die Widerspenstigen“ (1987) gehören ebenso zum Repertoire wie die Märchen „Rumpelstilzchen“ (2005), „Schneewittchen“ (2001) und „Hänsel und Gretel“ (1996) sowie die Komödien „Die Dorfpassion“ (2006), „Circus Circus“ (2003), „Pension Schöller“ (2001), „Die Jubiläumsfeier“ (2000), „Graf Schorschi“ (1999), „Der Hochstandsjosef“ (1998), „Arsen und Spitzenhäubchen“ (1997), „Die blaue Maus“ (1996), „Der Ehrenbürger“ (1994), „Die Witwen“ (1993), „Das liederliche Kleeblatt“ (1991), „A Handvoi Scherbn“ (1990), „Der wilde Theobald“ (1986), „Die Hosenknopfaffäre“ (1985) und „Mit oan Fuß im Gemeindsarrest“ (1983) sowie die Schwänke „Am Wegweiser zum 7. Himmel“ (1984) und „s´dreifache Glück“ (1982). Neben der Historischen Gerichtsszene „Hofmarksgericht“ (1995, 2001) fallen vor allem die „Valentinaden“ auf (1996, 1997, 1998, 1999), aber auch das religiöse Spiel „Frau Pilatus“ (1989).

## Hottowa
Das eigens für die Theatergemeinschaft geschriebene und 1988 und 2002 im Bauernhausmuseum Amerang aufgeführte, historische Freilichtspiel „Hottowa“ von Sepp Faltermaier handelt von den merkwürdigen, aber schriftlich und mündlich überlieferten Geschehnissen im Jahr 1706 auf dem Leiboldsberger Hof, der sich heute Heinrichsberg nennt und unweit von Amerang in der Gemeinde Pittenhart liegt. Benannt ist das Stück nach einem ungarischen Tambour, der sich damals dort mit zwei Gesellen einquartiert und das Glück der Familie zerstört hat. Die Überlieferung berichtet, dass nur das Kind Traudi mit dem Blick ihrer blauen Augen dem gefährlichen Treiben Einhalt gebieten konnte. Das gefährliche Trio verließ den Hof erst, als die Panduren und Kroaten an die türkische Grenze abberufen wurde, doch angeblich geht Hottowas Geist bis heute noch in der Umgebung vom Heinrichsberg um.